# 天安門文件
《天安門文件》（英語：The Tiananmen Papers）是一部由關於中國六四事件的政府內部檔案編輯而成的英文書籍，檔案由一位化名「張良」的人提供，美國林培瑞教授主譯，美國黎安友教授負責编辑，柏克萊加大新聞學院院長夏偉教授寫結語，於2001年1月由美國公共事務出版社出版。

## 內容
本書按時間順序列出1989年4月到6月間的150餘個檔案；每個檔案的引言提供歷史背景，連貫全書。

## 爭議

### 學術界觀點
2001年1月6日，旅美的谢选骏教授率先質疑本書的真實性。本書內容的爭議主要來自兩方面：真實性和來源選擇的偏差。
本書引用的文件据称为中國共產黨内部会议实录，要確定是否真實十分困難。例如漢學家羅德明（英語：Lowell Dittmer）寫道，“雖然真實性是關鍵的問題，令人沮喪的是這種情況下難以解決。”因為沒有原始文本，只有電子文本，無法透過紙張、墨水鑒定真偽。研究文化大革命的專家宋永毅表示，中共保密制度沒有人們想像的那麼嚴格，一位中層官員就可能取得這些文件的某個版本，但要確定文件原文是什麼並不容易。陳仲禮（英語：Alfred L. Chan）教授在2004年《中國季刊》批評，本書部份是虛構的，部份是基於公開與半公開的來源。黎安友也在《中國季刊》同期撰文回應。
黎安友雖然聲稱文件是真實的，他也承認選擇性使用來源可能會帶來問題。“本書的材料已經通過一系列的流程，這使得最終的產品離發生了什麼事的原始材料有距離。”林培瑞表示，這些瑕疵無損於本書的真實性；他認為，中共總書記江澤民在中共內部會議中表示本書是最嚴重的洩漏國家機密事件，這種強烈的負面反應正好証實了本書的真實性。

### 其他觀點
2001年1月9日，中華人民共和國外交部發表聲明指《天安門文件》乃失實之作。2001年1月13日，方舟子提出五点理由質疑《天安門文件》的真实性。2001年4月15日，封從德說，《天安門文件》中單從「戴晴和十一位知識分子上廣場斡旋」一段來看就有五大疑點，當事人的回憶整段在該書中重複，「語句一樣、遺漏一樣、刪改一樣、最嚴重的是連錯誤都一樣」。
2001年1月，民運人士王丹接受《東森新聞報》訪問時說，《天安門文件》的真偽不是最重要的問題，重要的是文件流出所反映的問題。但2001年1月17日，作家曹長青駁斥，如果《天安門文件》是偽造的，它的“流出”不會“反映出任何問題”，只能在中國人的造假紀錄上再加一個大醜聞；王丹這種邏輯就是「為了目的，可以不顧手段」，如果民運人士以這種思維來反中共，即使打垮了中共、掌握了權力，也只能是「共產黨第二」，因為“共產主義的思維模式沒有變”；只有幫助人們確信「這批文件資料是真實的」，《天安門文件》才可能「對中國的民主化起推動作用」。
《天安門文件》一些细节错误，例如把徐勤先说成是徐海东的儿子，其真实性因而引起質疑；但亦有人撰文反駁，指當年很多東西都是「聽說」。2001年1月13日，《天安門文件》中文版出版商明鏡出版社總編輯何頻在接受加拿大新城市电视台采访时透露，《天安門文件》有一些明显的细节错误（例如说徐勤先是徐海东之子），但其基本材料是真实的、没有重大的破绽。
2004年7月，《開放雜誌》主編金鐘也質疑《天安門文件》的真實性。2014年7月，封從德說，《天安門文件》把戴晴編造的關於他的假故事抄進去，「連錯處都一模一樣」，他因此認為《天安門文件》是贗品。2014年8月17日，曹長青說，《天安門文件》中文版出來後就被識破是造假，「其內容只是中共媒體（駐各省記者站）所寫的情況匯編等，根本不是什麼『中共中央文件』，而且最主要內容顯然是作者杜撰的」。

## 反應

### 中國政府反應
中華人民共和國外交部發表聲明指《天安門文件》乃失實之作，禁止本書在中國出版。黎安友因為此書被禁止入境中國。

### 其他反應
方勵之表示，本書著重於中共內部派系的權力鬥爭、而非八九民運所訴求的民主，他對此表示惋惜。本書編者承認這一點，指出提供檔案的「張良」希望藉由此書引起對八九民運的重新評價，加速中國的民主改革。
戴晴表示，張良身為政府公務員，以監守自盜出賣機密文件的手段「推進中國政治改革」，並不可取。
前《南華早報》北京記者站主任賈斯柏·貝克的書評表示，本書對於六四事件幾乎沒有提供新材料，最令他失望的是本書沒有解釋這場大規模抗議是如何發生的。

## 衍生作品
- 《中國「六四」真相》：是《天安門文件》的中文版，2001年4月15日由明鏡出版社出版[22]。中文版保留了英文版刪掉的內容，篇幅相當於英文版的三倍，等於是另一本書[23]。全書1069頁除了24頁的「人物小註」外[24]，沒有英文版的註解，也沒有註明消息來源。
- 《「六四」真相名家談》：蒐集了《天安門文件》出版以後胡績偉、嚴家祺、吳稼祥、吳國光、劉曉波、戴晴、陳小雅、羅孚、阮銘、金堯如、于浩成、蘇紹智、凌鋒、楊建利、陸趣、吳弘達、張偉國等親歷六四事件的當事人、有關專家學者和新聞工作者的評論意見，2001年5月由大紀元出版社出版[25]。
- 《謊言愚民唯我獨尊 爭權奪利血雨腥風》：是「紅朝謊言錄」全球有獎征文大賽[26]三等獎作品，投稿於2003年8月至9月間，作者化名「凹凸」。凹凸指作品第5、6部的六四專輯，部分內容摘自《中國「六四」真相》，其實絕大部份內容都是抄自中文版《中國「六四」真相》，偶爾作出一些細微的修改：例如把「部隊保持了極大的克制，決沒有向市民發過一槍；市民們認為部隊不會動用真槍實彈，於是膽子越來越大」一段改為「軍隊不斷開槍示警」，又例如把「宋汝棼的女婿」改為「宋汝尊的女婿」等等[27][28]。